# Monchio delle Corti
Monchio delle Corti is een gemeente in de Italiaanse provincie Parma (regio Emilia-Romagna) en telt 1149 inwoners (31-12-2004). De oppervlakte bedraagt 69,3 km², de bevolkingsdichtheid is 18 inwoners per km².
De volgende frazioni maken deel uit van de gemeente: Vedi elenco.

## Demografie
Monchio delle Corti telt ongeveer 682 huishoudens. Het aantal inwoners daalde in de periode 1991-2001 met 14,6% volgens cijfers uit de tienjaarlijkse volkstellingen van ISTAT.
| Jaar | Inwoneraantal |
| ---- | ------------- |
| 1991 | 1469          |
| 2001 | 1254          |

## Geografie
Monchio delle Corti grenst aan de volgende gemeenten: Bagnone (MS), Comano (MS), Corniglio, Licciana Nardi (MS), Palanzano en Ventasso (RE).